# 黄孔昭
黄 孔昭（こう こうしょう、1428年 - 1491年）は、明代の官僚。もとの名を曜、字を孔昭といったが、字で呼ばれるようになって、世顕と字を改めた。号は定軒。本貫は台州府黄巌県。

## 生涯
黄瑜の子として生まれた。14歳のときに父母が死去すると、孔昭は骨の立つまで哀毀した。1460年（天順4年）、進士に及第し、工部屯田主事に任じられた。江南への使節をつとめたが、贈物を退けて受け取らなかった。工部都水員外郎に進んだ。
1469年（成化5年）、吏部文選郎中の陳雲らが公務上の不正を暴かれ、全員が獄に下されて官を降格され、吏部文選の官に大幅な欠員が生じた。吏部尚書の姚夔は孔昭が廉潔であると知って、吏部文選員外郎として任用した。1473年（成化9年）、孔昭は吏部文選郎中に進んだ。吏部郎中は門戸を閉ざして客を謝絶するのが通例であったが、孔昭は「深居絶客を高しとして、どうして天下の才俊を知ることができようか」といって、公務から退出すると、客を私邸に迎えて接遇し、人材が訪れると書き留めていた。官の選任においては、その才能の高下によって繁忙閑暇な職務に適切に配置し、昇任降格の公平なことで知られた。私的な関係を通じて任用されようとする者に対しては、孔昭は全てこれを退けた。あるとき孔昭は人事案をめぐって吏部尚書の尹旻と争い、尹旻の怒りを買った。孔昭は尹旻の怒りが止まるのを待って、再び人事案について発言した。尹旻は孔昭の誠実さを信じるようになった。尹旻は通政の談倫と仲が良く、談倫を侍郎として任用しようとしたが、孔昭はこれに反対した。尹旻が談倫の任用を強行すると、談倫はやはり失敗した。尹旻は旧友を巡撫として推挙しようとしたが、孔昭は応じなかった。その人が入京して孔昭に面会し、膝を屈するにいたって、孔昭はますますその人を軽蔑した。尹旻が推挙させようとすると、孔昭は「彼は小人物で、立派なのは臣下の体裁だけです」といった。尹旻は「黄君が官吏を選抜する部署を離れないかぎり、おまえを転任させることはできない」とその人にいった。
1482年（成化18年）、孔昭は通政司右通政に抜擢された。1487年（成化23年）、南京工部右侍郎に転じた。
孔昭は学問を好んで勉励し、陳選・林鶚・謝鐸と仲が良く、そろって士大夫の中心人物となった。1491年（弘治4年）6月17日、死去した。享年は64。嘉靖年間、礼部尚書の位を追贈された。諡は文毅といった。
子の黄俌は1481年（成化17年）の進士で、吏部文選郎中となった。黄俌の子の黄綰が礼部尚書に上って、また知られた。